# یوزفین اولسون
یوزفین اولسون (سوئدی: Josefin Olsson؛ زادهٔ ۲۳ اوت ۱۹۸۹) قایقران قایق بادبانی زن اهل سوئد است.
وی در مسابقات کشوری و بین‌المللی در مجموع برندهٔ ۱ مدال طلا، ۲ مدال نقره شده‌است.